# Bürgerkorps Freistadt

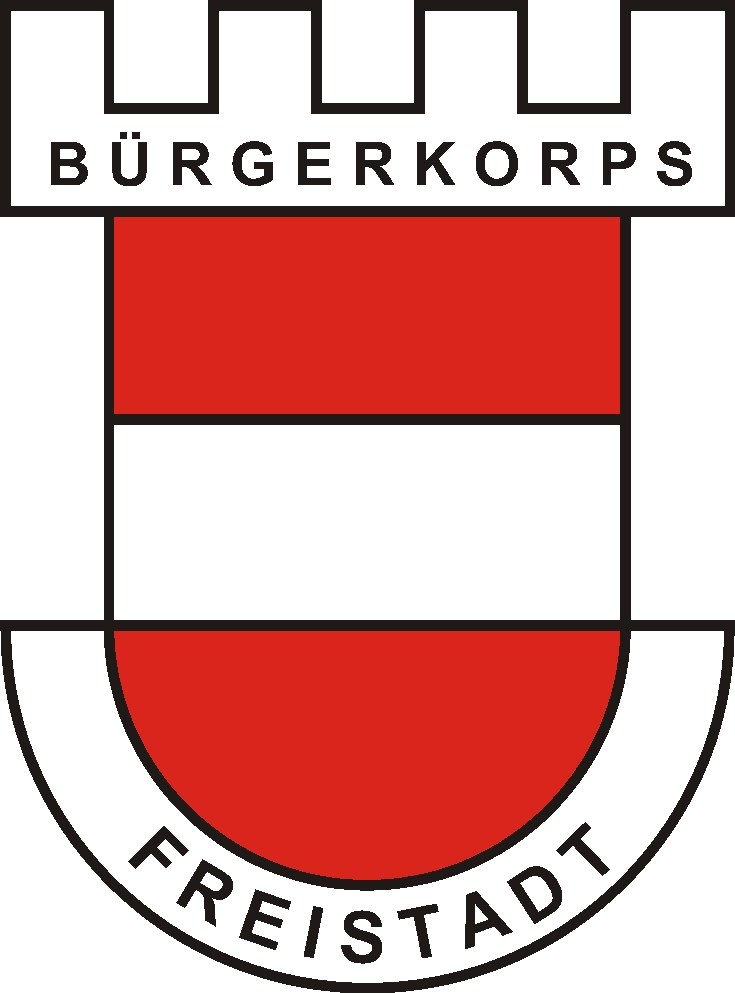
Logo

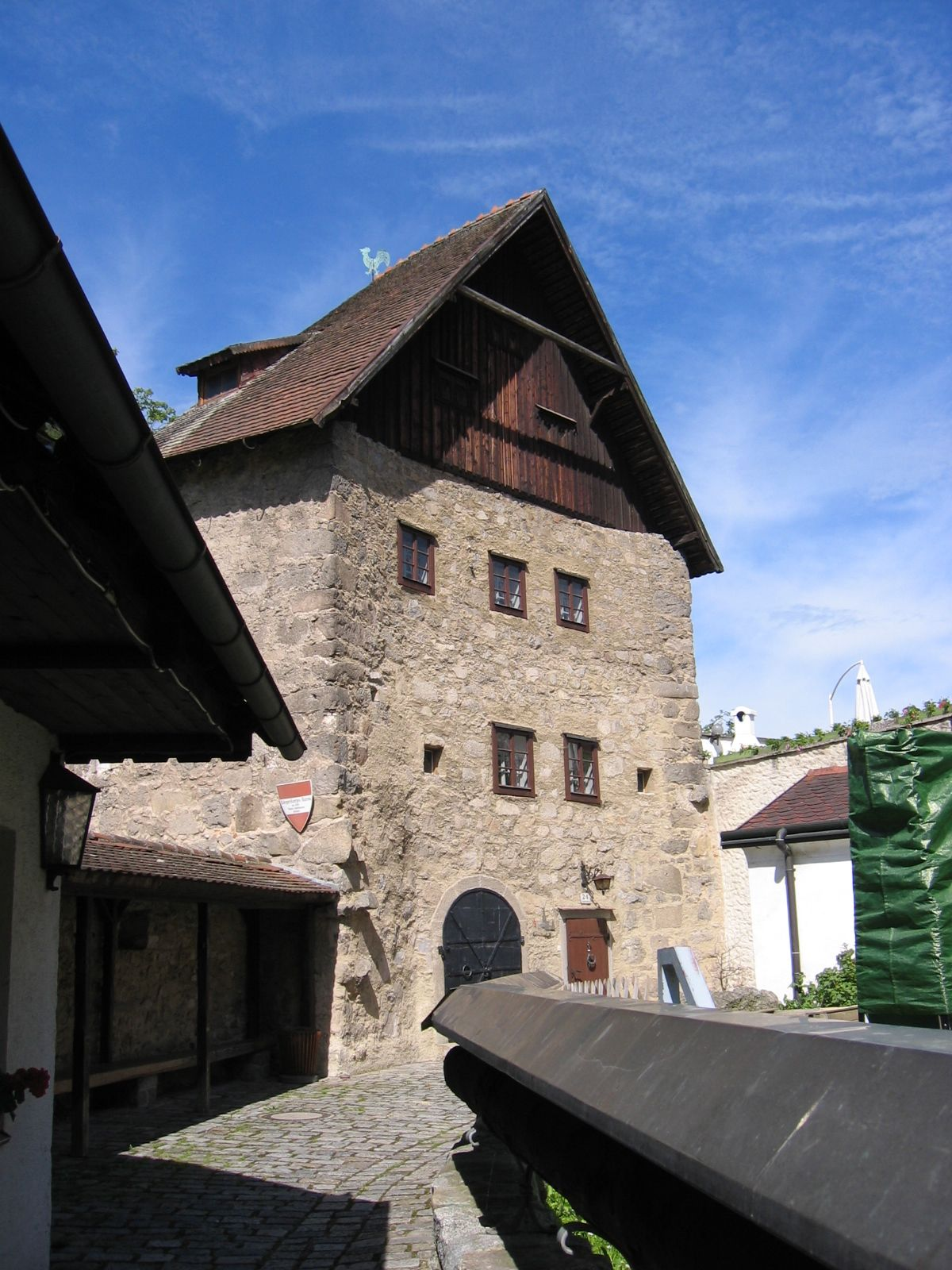
Bürgerkorpsturm (vom Zwinger gesehen)

Das Bürgerkorps Freistadt diente seit der Gründung der Stadt deren Verteidigung und dem Schutz der Kaufleute. Das Bürgerkorps wurde 1132 gegründet und existiert mit einigen Unterbrechungen bis heute, somit ist das Bürgerkorps eine der ältesten Stadtwehren in Oberösterreich. Aktuell ist das Korps ein kultureller Verein mit 53 Aktiven und 40 Musikern und dient der Pflege der Freistädter Kulturgeschichte. Das privilegierte uniformierte Bürgerkorps ist neben dem Linzertor im Schmidingerturm, auch als Bürgerkorpsturm bekannt, untergebracht.

## Geschichte

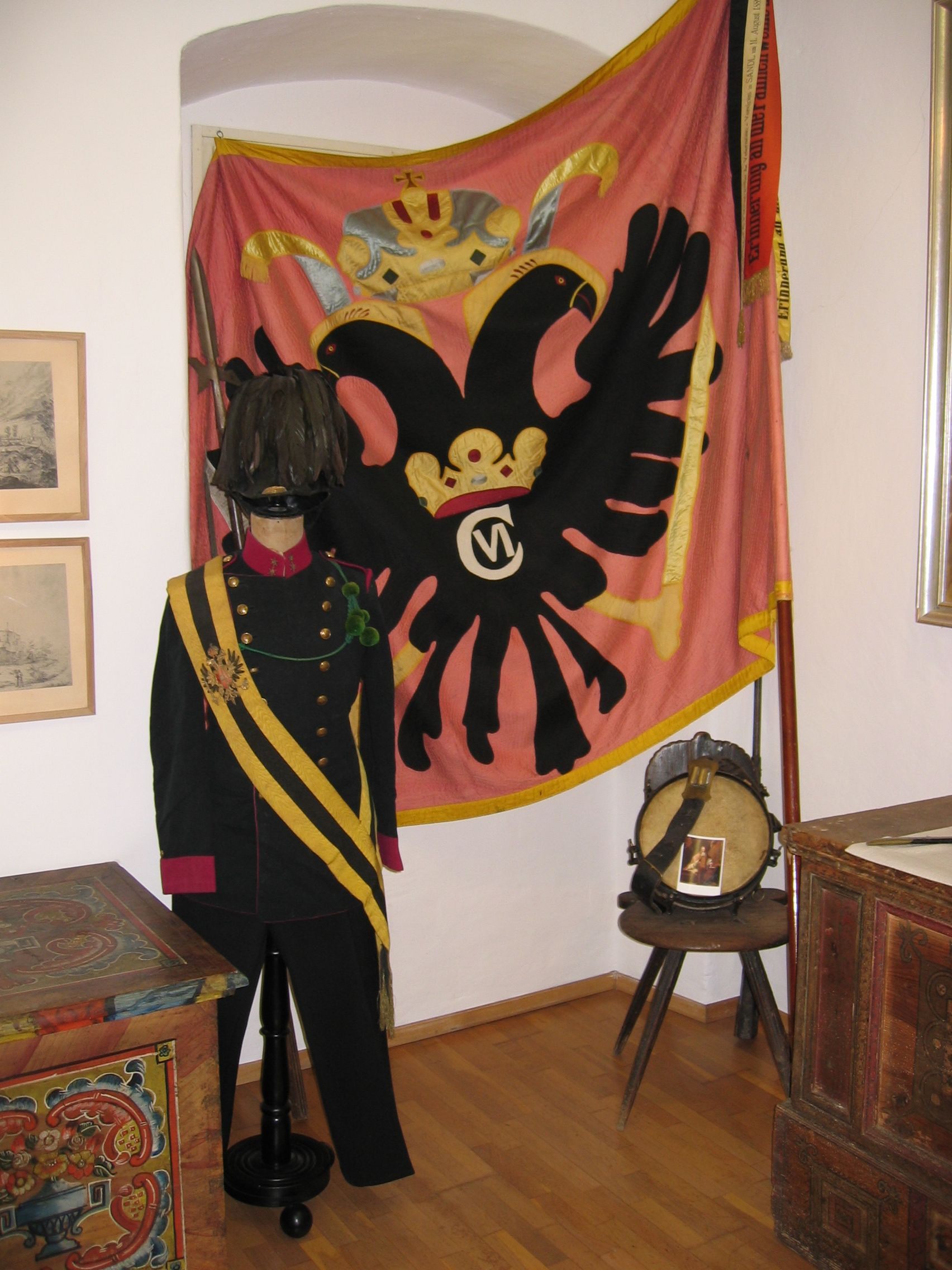
Ehemalige Uniformierung (Schlossmuseum)

Das Gründungsjahr 1132 ist angenommen, da etwaige Dokumente verloren gegangen sind. Jedoch wird angenommen, dass kurz nach der Stadtgründung eine Bürgerwehr zum Schutz aufgestellt wurde und das Freistadt im frühen 12. Jahrhundert gegründet wurde. Die ersten Aufzeichnungen belegen, dass um 1350 ein Einfall von Böhmen her zurückgeschlagen werden konnte – dies dürfte die erste schriftliche Aufzeichnung des Auftretens einer Freistädter Bürgerwehr sein.
Erst im 15. Jahrhundert gibt es definitive, nachweisliche Aufzeichnungen über das Bürgerkorps – im Jahr 1452 wurde die Stadt Tag und Nacht von 28 Männern bewacht. Immer wieder unterstützten die Freistädter den Kaiser mit Truppen, wie 1482 den Kaiser Friedrich III. gegen den ungarischen König Matthias Corvinus. In Friedenszeiten wurden aus dem Bürgerkorps die Bürgerschützen, die sich in ihrer freien Zeit im Gebrauch der Feuerwaffe übten. Daneben diente das Korps auch repräsentativen Funktionen; am 30. Juni 1578 paradierten Korpsmitglieder aus den sieben landesfürstlichen Städten in Enns dem damaligen Kaiser Rudolf II.
Im zweiten OÖ Bauernkriegs (1596) standen zwischen 15.000 und 20.000 aufständische Bauern vor den Toren der Stadt (wenn man den Angaben über die Truppengröße Glauben schenken kann), die Bürgerwehr umfasst damals nur rund 100 Mann. Aus dieser Notlage stammt der Brauch, dass auch heute noch der gewählte Bürgermeister von Freistadt zugleich Korpschef ist. Durch die unnachgiebige Haltung und geschützt durch die guten Verteidigungsanlage der Stadt konnte eine Konfrontation vermieden werden und die Bauern zogen ab. Im Mai 1609 huldigten rund 110 Korpsmitglieder aus Freistadt in Enns und Linz dem späteren Kaiser Matthias.

Im Jahr 1610 kam es nur nächsten Konfrontation, als das Passauer Kriegsvolk Kaiser Rudolfs II. gegen seinen Bruder Matthias kämpfte. Die 1500 Landsknechte von Matthias konnten die Stadt ebenfalls nicht einnehmen. Im dritten Bauernkrieg um 1626 hatte Freistadt eine bayerische Besatzung – Oberösterreich war an Bayern verpfändet. Dennoch gelang den Bauern die Einnahme der Stadt, wobei vermutet wird, dass die Stadtbevölkerung ihnen geholfen hat. 46 Mitglieder der Bürgerwehr musste nun mit den Bauern mitkämpfen, dies war zugleich die letzte kriegerische Auseinandersetzung der Bürgerwehr.
Im September 1658 fand die Erbhuldigung Leopold I. mit Freistädter Beteiligung in Linz statt. Im Jahr 1704 wurde die Freistädter Bürgerwehr als Stadtarmee, die direkt im Dienst des Kaisers stand, reorganisiert. Bereits 1734 wurde wieder eine eigene, städtische Wehr geschaffen, die in Verbindung mit der Landmiliz stand. Unter Kaiser Josef II. wurde das Bürgerkorps aufgelassen, von den Franzosen im Jahr 1805 wieder eingeführt. Aus dem Jahr 1816 ist überwiesen, dass das Korps zum ersten Mal einheitlich uniformiert war. Die Mannstärke betrug 1841 97 Mann, 1857 bereits 115 Mann. 1848 vereinigte sich das historische Bürgerkorps mit der neu aufgestellten Nationalgarde. Das Bürgerkorps konnte sich eine gewisse Eigenständigkeit behalten und wurde im Gegensatz zur Nationalgarde 1851 nicht aufgelöst.
Während des Ersten Weltkrieges wurden Mitglieder der Garde, die keinen Frontdienst zu leisten hatten, zum Bewachen von Brücken, Eisenbahnanlagen, Wasserreservoirs und den Kriegsgefangenenlager Freistadt eingeteilt. 1918 wurde das Korps vorübergehend aufgelöst, 1922 bereits wieder neuformiert. Bei den Brennpunkten der Zwischenkriegszeit (Justizpalastbrand 1927 und Bürgerkrieg 1934) wurde das Bürgerkorps zur Bewachung des Pulverturms und des Wasserreservoirs eingeteilt. Die Nationalsozialisten lösten das Bürgerkorps wiederum auf und die Waffen wurden nach Kriegsende von den Siegermächten konfisziert und vernichtet.
Über das Lienzer Schützenkorps wurden den Freistädtern wieder Gewehre zur Verfügung gestellt und zwischen 1960 und 1961, wurde das Bürgerkorps wieder errichtet. Seit 1967 steht der Schmidingerturm als Versammlungsort zur Verfügung. 1972 wurde das 850-jährige Bestandsjubiläum gefeiert.

## Heute
Heute dient das Bürgerkorps nicht mehr der Verteidigung, sondern ist ein kultureller Verein in Freistadt, der die Kulturgeschichte der Stadt mitträgt. Wie andere Korps umfasst das Jahresprogramm fixe Veranstaltungen, wie Ausrückungen zu Fronleichnam, Kriegerehrung am Allerheiligentag, Begräbnisse etc. Zusätzlich wird in der alten Festungsstadt nach wie vor die Oster- oder Grabwache am Karfreitag und Karsamstag vor dem Rathaus und der Kirche veranstaltet. Die Freistädter Garde umfasst heute (2009) eine Mannstärke von 53 Aktiven. Erkennungszeichen ist ein dunkelgrüner Federbusch am Hut.
Das Offizierskorps besteht aus je einem Oberst (Vorsitzender des Landesverbandes), einem Major, Hauptmann – Oberleutnant und Leutnant (ohne Bürgermeister und Korpschef).

### Bewaffnung
Da die alten Waffen von der sowjetischen Besatzungsmacht nach 1945 zerstört wurden, erhielt Freistadt 1960 rund 70 Werdlgewehre aus Lienz. 1967 wurden vom Verteidigungsministerium original verpackte sowjetische G44 Gewehre geliefert, die bis heute im Einsatz sind.

### Uniformierung

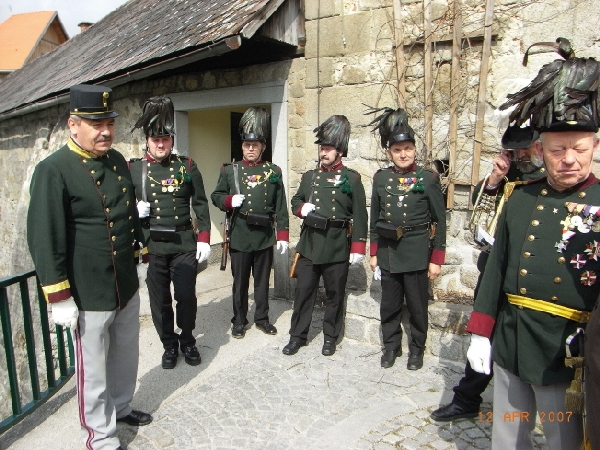
Heutige Uniformierung

Die heutige Kopfbedeckung, der Korsikaner-, Korsianer-, korsische oder Stulphut wurde 1805 von den Franzosen übernommen. Der Korsianerhut ist rechts und links aufgestülpt und mit einem dunkelgrünen Federbusch aus Hahnenfedern geschmückt. Die Offiziere tragen einen Zweispitz, ebenfalls mit dunkelgrünen Federn. Dies unterscheidet die Freistädter Bürgergarde von den Anderen.
Die dunkelgrüne Farbe des Waffenrocks – Infanterie – hat sich seit rund 1850 konstant erhalten. Die Egalisierungsfarbe ist weinrot, selten für ein Bürgerkorps und die Hosen sind feldgrau. Die Passepolierung entspricht der Egalisierungsfarbe. Die doppelreihigen Knöpfe der Jacken haben einen geprägten, unbewehrten und bekrönten Doppeladler mit einem Bindenschild (altes Stadtwappen).

### Fahnen
Kaiser Karl VI. verleih dem Freistädter Bürgerkorps 1732 eine Fahne, die im Laufe der Zeit immer wieder erweitert und umgestaltet wurde. Im Jahr 1888 wurde die Fahne von den örtlichen Schulschwestern renoviert und 1966 wurde von Gräfin Therese Kinsky eine neue Fahne gespendet, die der Originalen nachempfunden war.

## Regelmäßige Veranstaltungen

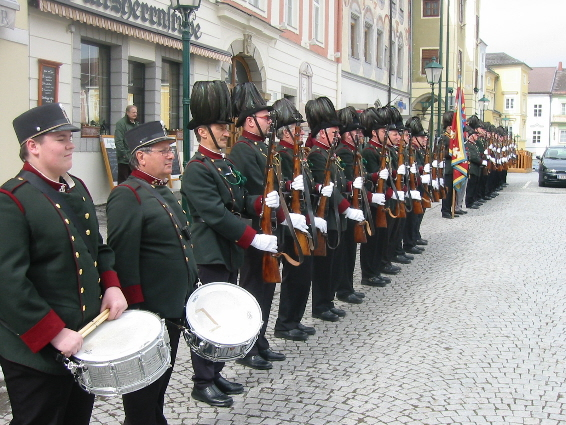
Osterwache

Das Bürgerkorps nimmt an regelmäßigen Veranstaltungen, wie:
- Grabwache zu Ostern
- Georgimesse
- Ausrückungen zu Fronleichnam
- Kriegerehrung am Allerheiligentag
- Begräbnisse
- Treffen mit anderen Bürgergarden Schützen Traditionsregimenter

teil.
Zusätzlich wird in Freistadt nach wie vor die Oster- oder Grabwache am Karfreitag und Karsamstag vor dem Rathaus und der Kirche veranstaltet.
Am 9. bis 11. Juli 2010 wird ein Europatreffen der Bürgergarden Schützen und Traditionsregimenter in Freistadt anlässlich der 50-jährigen Wiedererrichtung durchgeführt.

## Gardemusik

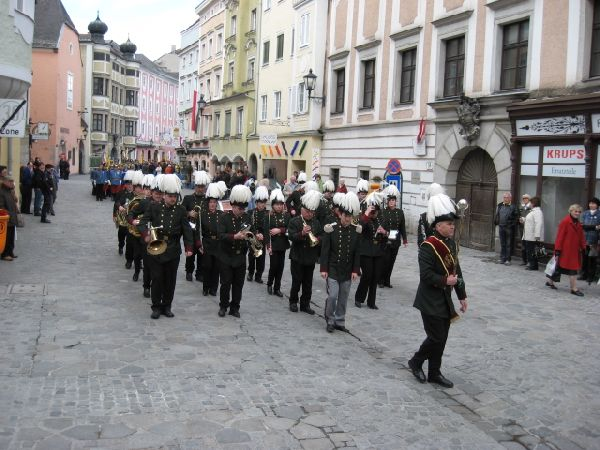
Gardemusik bei der Frühjahrsparade

Musik ist historisch mit der Garde verbunden und bereits im 18. Jahrhundert wurden neben dem Infanterieregiment auch die Musiker des Bürgerkorps erwähnt. Seit 1923 ist die Gardemusik eigenständig, nachdem sich die Stadtmusik abgespalten hat. Im Jahr 1958 wurde die Kapelle wieder eingerichtet, zuerst als Musikkapelle des Kameradschaftsbundes, nach der Neugründung der Bürgergarde zusätzlich als Gardemusik.
Heute umfasst die Musikkapelle 40 Musiker, deren Erkennungszeichen ein weißer Federbusch am Hut ist und regelmäßig an Veranstaltungen, wie Fronleichnamsumzug, Petersfeuer oder dem Frühschoppen des Kameradschaftsbundes teilnimmt.